# António Machado Pires
António Manuel Bettencourt Machado Pires (Angra do Heroísmo, 17 de novembro de 1942 — Ponta Delgada, 9 de junho de 2022), foi um professor universitário, ensaísta e escritor. Teve papel de grande relevo no estudo e divulgação da obra de Vitorino Nemésio. Entre outros cargos, foi vice-reitor e reitor da Universidade dos Açores.

## Biografia
Nasceu na freguesia da Sé da cidade de Angra do Heroismo, filho de Teotónio Machado Pires, um advogado e político. Concluídos os estudos secundários na sua cidade natal, em 1966 licenciou-se em Filologia Românica pela Universidade de Lisboa, apresentando uma dissertação de licenciatura sobre a linguagem, adagiário, literatura popular e culta ligadas ao mundo agro-pecuário da ilha Terceira, sugerida e orientada por Vitorino Nemésio.
Iniciou a sua carreira docente como assistente na Faculdade de Letras da Universidade de Lisboa em 1966, inicialmente a convite de Delfim Santos, que entretanto faleceu, e depois como colaborador de Vitorino Nemésio, Luís Filipe Lindley Cintra, Jacinto do Prado Coelho e David Mourão-Ferreira. Neste período colaborou no ensino de diversas disciplinas das áreas da história da cultura e da literatura em Portugal.
Com a criação da Universidade dos Açores passou a colaborar com a nóvel instituição, na qual em 1979 concluiu o doutoramento em Literatura Portuguesa, apresentando uma dissertação sobre a ideia de decadência na Geração de 70, assumindo de imediato funções de professor da instituição no seu campus de Ponta Delgada. Em 1982 concluiu a agregação, na mesma Universidade, com uma lição sobre Raul Brandão e Vitorino Nemésio e um relatório sobre o conflito de geração no século XIX em Portugal.
Na Universidade dos Açores, a par de disciplinas das áreas da língua e cultura portuguesas, também se encarregou de outras, nomeadamente nos campos da sociedade e a cultura, as técnicas de expressão do Português e dos estudos linguísticos. Integrou júris de provas académicas e orientou numerosas dissertações de mestrado e de doutoramento.
Professor catedrático da Universidade dos Açores, fundou e dirigiu o departamento de Línguas e Literaturas Modernas da instituição. Depois de ter sido vive-reitor, exerceu as funções de reitor entre dezembro de 1982 e julho de 1995. Como reitor contribuiu para a expansão da Universidade e para a credibilizar no contexto do sistema português de ensino superior. Sob a sua direcção, a Universidade dos Açores reforçou a sua rede de contactos internacionais, nomeadamente com universidades brasileiras e norte-americanas. Com o objetivo de recuperar a memória da emigração açoriana para o Brasil, partindo de um convite da Universidade Federal de Santa Catarina, a Universidade dos Açores veio a assinar, em 1984, um convénio que tem contribuído para o estreitamento de relações entres os dois estabelecimentos de ensino.
Como ensaísta e investigador, conduziu conferências e seminários e participou em múltiplas reuniões científicas, frequentemente colaborando na sua organização. É autor de uma longa lista de publicações em livro, de prefácios e introduções, de artigos, comunicações e recensões em revistas nacionais e estrangeiras. Considerado um dos grandes especialistas na na obra de Vitorino Nemésio, foi determinante na fundação e divulgação do Seminário Internacional de Estudos Nemesianos que tem por objectivos divulgar e aprofundar a obra de Vitorino Nemésio. Este seminário, fundado em 1996 com Fernando Cristóvão, realiza-se na Universidade dos Açores, em Ponta Delgada.
Como ensaísta, produziu vários estudos sobre a obra de um conjunto de autores, entre os quais Alexandre Herculano, Oliveira Martins, Eça de Queirós, Antero de Quental, Raul Brandão e Vitorino Nemésio, bem como a Geração de 70. São igualmente numerosos os escritos que publicou sobre a literatura portuguesa finissecular. Foi um dos colaboradores da Enciclopédia Açoriana.
Aposentou-se em 2006. Foi agraciado ecom o grau de grande oficial da Ordem da Instrução Pública em 1988. Também recebeu a medalha dos 25 anos da Universidade Federal de Santa Catarina. Em 2016, sob a coordenação de Maria do Céu Fraga, Maria Madalena M. C. Teixeira da Silva e Gabriela Funk, foi publicada a obra Da Literatura e da Cultura, como tributo ao Professor Doutor António Machado Pires.

## Obras publicadas
Dos trabalhos publicados salientam-se os seguintes:
- A Pastorícia dos bovinos na ilha Terceira. Boletim do Instituto Histórico da Ilha Terceira, vol. 29-33 ((1971-1975), pp. 231-398;
- Bibliografia do Prof. Doutor Vitorino Nemésio. In Miscelânea de estudos em honra do Professor Vitorino Nemésio««, Lisboa, Faculdade de Letras: XLIII-LXVIII (1971);.
- Uma carta inédita sobre a acção de 11 de Agosto de 1829 na Vila da Praia. In Miscelânea de estudos em honra do Professor Vitorino Nemésio. Lisboa, Faculdade de Letras: 327-333, 1971.
- O Século XIX em Portugal : cronologia e quadro de gerações. Amadora, Livraria Bertrand, 1975.
- Marcas de insularidade no Mau Tempo no Canal de Vitorino Nemésio. Arquipélago, (Ciências Humanas), 1(1979): 79-90;
- Nemésio e os Açores. Colóquio-Letras, 48 (1979), Março: 5-15;
- Emigração e cultura. In Anais do Congresso de Comunidades Açorianas, Angra do Heroísmo, Agosto de 1978, pp. 101-108. Angra do Heroísmo, Comissão preparatória do I Congresso de Comunidades Açorianas, 1979;
- Vitorino Nemésio Professor. In Linguagem, Linguagens e Ensino, pp. 27-34. Ponta Delgada, Universidade dos Açores, 1981;
- Açores: une quête de la condition insulaire. Le Monde, 19 de junho de 1981;
- Emigração, cultura e modo de ser açoriano. Revista Lusitana, (nova série), I (1981), pp. 7-18;
- Os Açores, a Terceira e o liberalismo. Boletim do Instituto Histórico da Ilha Terceira, XL (1982), pp. 359-374;
- Para a discussão de um conceito de literatura açoriana. Boletim do Instituto Histórico da Ilha Terceira, XLI (1983), pp. 742-858;
- Língua e criação literária em Vitorino Nemésio. Actas do Congresso «A Situação da Língua Portuguesa no Mundo», pp. 465-475, Lisboa, Instituto de Cultura e Língua Portuguesa, 1985.
- A identidade da cultura açoriana. Arquipélago, (Línguas e literaturas), 9 (1987), pp. 155-166;
- Raúl Brandão e Vitorino Nemésio. Lisboa, Imprensa Nacional-Casa da Moeda, 1988;
- Antero romântico. Revista de História das Ideias, Coimbra, Edição Comemorativa do Centenário da Morte de Antero, pp. 165-177. Coimbra, 1992;
- Antero e a olímpica exemplaridade de uma geração. In Actas do Congresso Anteriano Internacional, pp. 529-537. Ponta Delgada, Universidade dos Açores, 1993;
- The Third International Symposium on the Role of Universities in Developing Areas. In Higher Education Policy, 8 (1995), 2: 11 e 12
- Autonomia e açorianidade. Actas do Congresso do Centenário da Autonomia, vol. I, pp. 11-16. Ponta Delgada, Jornal de Cultura, 1995;
- Universidade, Humanismo e Tecnologia. Ponta Delgada, Universidade dos Açores, 1995.
- Vitorino Nemésio, rouxinol e mocho. Praia da Vitória, Câmara Municipal da Praia da Vitória, 1998 [inicialmente em Insulana (Revista do Instituto Cultural de Ponta Delgada), 1995: pp. 23-38];
- Raúl Brandão. Lisboa, Imprensa Nacional, col. «O Essencial», 1999;
- Luz e Sombras no Século XIX em Portugal (2006, obra vencedora do prémio PENCLUB – Ensaio);
- Vitorino Nemésio, Rouxinol e Mocho (1998; com nova edição revista em 2009);
- Memórias e Reflexões (2015);
- A Sedução da Filologia (2020);